# Districte de Tanjore
El districte de Tanjore o Thanjavur (tàmil தஞ்சாவூர் மாவட்டம்) és una divisió administrativa de Tamil Nadu amb capital a Tanjore o Thanjavur. La superfície era de 3.397 km² i la població de 2.205.375 habitants (2001). Fou el centre de l'imperi cola.

## Administració
Està format per tres divisions fiscals:
- Kumbakonam
- Pattukkottai
- Thanjavur

8 Talukes:
- Kumbakonam
- Orathanadu
- Papanasam
- Pattukkottai
- Peravurani
- Thanjavur
- Thiruvaiyaru
- Thiruvidaimarudur

I 14 blocs (blocks) de desenvolupament rural:
- Ammapettai
- Budalur
- Kumbakonam
- Madukkur
- Orattanadu
- Papanasam
- Pattukkottai
- Peravurani
- Sethubhavachatram
- Thanjavur
- Thiruppanandal
- Thiruvaiyaru
- Thiruvonam
- Tiruvidaimarudur

## Història
Fins al segle X fou part del regne cola. En el regnat de Rajaraja I (985-1011), el més gran de la dinastia, els Chola van arribar al cim del seu poder governant a tot el territori de Tamil Nadu i part de Karnataka incloent Coorg, a més del nord de Ceilan. Rajaraja tenia un exèrcit eficient, dividit en regiments de cavalleria, soldats d'infanteria, i arquers; va millorar també la ciutat de Tanjore amb edificis públics i el seu famós temple; en aquest temps l'administració de cada poble o grup de pobles estava sota una assemblea anomenada mahasabha (gran assemblea), sota supervisió d'oficials locals, i en les províncies sota virreis (hi havia sis províncies); el regne va romandre intacte fins a la seva mort i els seus immediats successors foren, com ell mateix, grans guerrers i bons administradors. La presa de Gran Anicut que separava el Kaveri i el Coleroon.
Durant el segle xiii Tanjore va passar amb la major part de les possessions coles als hoysales ballales de Dorasamudra i als pandyes de Madura. El districte probablement va caure en mans dels musulmans després de la invasió de Malik Kafur fin avançat el segle xiv quan va passar al regne de Vijayanagar en mans del qual va restar fins al segle xvi. El 1565 la batalla de Talikota va trencar el poder del regne i un general es va declarar independent a Tanjore, i al començament del segle xvii el seu successor va establir una dinastia de nayaks de Tanjore, constructor de moltes de les fortaleses i dels temples vaixnavites. La tradició popular diu que el darrer nayak Tanjore fou assetjat per Chokkanatha Nayaka de Madura el 1672; en veure que no hi havia esperança va fer saltar el seu palau i la seva zanana (residència dels prínceps i les princeses) i amb el seu fill es va llençar contra els assetjants i va morir en lluita. No obstant un fill es va salvar i els seus partidaris van demanar ajut al sultà de Bijapur que va enviar al general Venkaji, germanastre del famós cap maratha Sivaji, per expulsar al virrei nomenat per Madura i restaurar al jove nayak. Venkaji va conquerir el país però no va tardar a usurpar el tron per a si mateix fundant vers 1674 una dinastia maratha que va conservar el poder fins al final del segle xviii. Venkaji i el seu successor foren en general submisos amb els musulmans de Bijapur i sovint van pagar tribut, però el 1686 el sultanat va passar als mongols sota dependència del nawab (governador) d'Arcot. Tanjore en canvi va estar enfrontada en aquestos anys a Madura i a Ramnad.
El primer contacte britànic va tenir lloc el 1749 quan van donar suport a un pretendent al tron i van atacar Devikottai, que finalment els fou cedida. El raja va donar suport als britànics i Muhammad Ali contra els francesos, però en general va participar poc a les guerres del Carnàtic. Tanjore ciutat fou assetjada el 1749 i 1758 i parts del país foren ocasionalment assolades. El 1773 el raja tenia molt de retard en el pagament del tribut al nawab d'Arcot, aliat britànic i es creu que va intrigar amb Haidar Ali de Mysore i amb els marathes per rebre ajut militar. Així Tanjore fou ocupada pels britànics i les forces aliades del nawab d'Arcot el 1773. El raja fou restaurat el 1776 i va signar un tractat amb la Companyia Britànica de les Índies Orientals esdevenint el seu aliat i Tanjore un protectorat. L'octubre de 1799, poc després de pujar al tron, Raja Sarabhoji va cedir els seus dominis a mans de la Companyia a canvi d'una pensió. Va conservar l'autoritat dins la fortalesa i la rodalia, però sota control britànic. El raja va morir el 1832 i el va succeir el seu únic fill Sivaji que va morir sense hereus el 1855 i la nissaga es va extingir i la fortalesa i ciutat de Tanjore van esdevenir territori britànic.

## Geografia
El territori del districte estava format principalment per l'antic regne, però també per tres establiments menors: Devikottai i rodalia, adquirit pels britànics de Tanjore el 1749; els establiments holandesos de Negapatam i Nagore i la dependència de Nagore, les dues primeres conquerides pels holandesos als portuguesos el 1669 i arrabassats a aquells el 1781, i el tercer fou cedit pel raja de Tanjore el 1776; i finalment Tranquebar adquirida pels danesos al raja de Tanjore per un pagament anual i que van conservar fins al 1845 quan fou comprat pels britànics.
El districte formava part de la presidència de Madràs. Tenia al nord el riu Coleroon i l'altre únic riu a esmentar era el Kaveri (algunes branques). La superfície era de 9.609 km² i la població:1.973.731 (1871), 2.130.383 (1881), 2.228.114 (1891) i 2.245.029 (1991).
El nombre de ciutats i pobles al districte era de 2.529, destacant les cinc municipalitats de Kumbakonam, Tanjore, Negapatam, Mayavaram i Mannargudi. Administrativament estava dividit en 6 subdivisions i 9 talukes: Tanjore, Kumbakonam, Mayavaram, Shiyali, Nannilam, Negapatam, Mannargudi, Tirutturaippundi i Pattukkottai.
Les subdivisions de Tanjore, Kumbakonam i Pattukkottai estaven formades cadascuna per l'única taluka del mateix nom; la de Negapatam la formaven la taluka d'aquest nom i la de Nannilam; la de Mannargudi la formva la taluka d'aquest nom i la de Tirutturaippundi; i la de Mayavaram, la d'aquest nom i la de Shiyali. La majoria de la població era hindú. Les castes principals eren els pariyans, pallans, vellales, pallis, kalians, karaiyans, nokkans i melakkarans. La llengua era el tàmil. La taluka de Tanjore mesurava 1.785 km² i la població el 1901 era de 407.039 habitants. Hi havia 362 pobles. La capital era Tanjore amb 57.870 habitants

## Nota
1. ↑  La data podria ser en realitat vers 1670, vegeu la biografia de Chokkanatha Nayaka